# União Pioneira de Integração Social (pallavolo)
L'União Pioneira de Integração Social è una società pallavolistica brasiliana, con sede a Brasilia: milita nel campionato brasiliano di Superliga Série B; appartiene all'omonima istituzione di insegnamento privato.

## Storia
Fondata il 5 dicembre 1971, l'União Pioneira de Integração Social entra in scena nella pallavolo brasiliana nel 2015. Disputa sette edizioni consecutive di Superliga Série B, grazie anche a un ripescaggio nel 2019. Due anni dopo viene promosso per la prima volta in Superliga Série A, debuttandovi nella stagione 2021-22, ma finendo per retrocedere al termine della stagione seguente. 

## Rosa 2022-2023
| N° | Nome                  | Ruolo | Data di nascita  | Nazionalità sportiva |
| -- | --------------------- | ----- | ---------------- | -------------------- |
| 1  | Diego Silva           | C     | 21 marzo 1994    | Brasile              |
| 2  | Matheus Martins       | L     | 27 ottobre 1997  | Brasile              |
| 3  | Jerson Júnior         | S     | 19 novembre 1993 | Brasile              |
| 4  | Thiago da Anunciação  | L     | 8 marzo 1994     | Brasile              |
| 5  | Geovane Kuhnen        | C     | 10 ottobre 2000  | Brasile              |
| 6  | Luan Fonseca          | P     | 9 febbraio 2000  | Brasile              |
| 7  | Victor Alcântara      | C     | 21 marzo 1998    | Brasile              |
| 8  | Renato Adornelas      | O     | 18 novembre 1980 | Brasile              |
| 9  | Robson Wan Der Maas   | S     | 14 ottobre 1995  | Brasile              |
| 10 | Marcos Cerqueira      | C     | 11 aprile 2000   | Brasile              |
| 11 | David Figueiredo      | C     | 18 luglio 1998   | Brasile              |
| 12 | João Victor Cassimiro | P     | 11 febbraio 1999 | Brasile              |
| 14 | Adrián Goide          | P     | 26 giugno 1998   | Cuba                 |
| 16 | Rafael de Bairros     | S     | 16 febbraio 1996 | Brasile              |
| 17 | Jeffrey Flores        | S     | 18 luglio 1999   | Brasile              |
| 19 | Luan Mota             | O     | 20 dicembre 1995 | Brasile              |